# Rhotana inorata
Rhotana inorata är en insektsart som beskrevs av Yang och Wu 1993. Rhotana inorata ingår i släktet Rhotana och familjen Derbidae. Inga underarter finns listade i Catalogue of Life.